# Éditions Champ Vallon
Les éditions Champ Vallon sont une maison d'édition française indépendante fondée en 1980 à Seyssel, dans l'Ain, par Patrick Beaune, rejoint en 1989 par Myriam Monteiro-Braz, et installées depuis 2014 à Ceyzérieu.

## Historique
En 1980, en collaboration avec l'Institut Jean-Baptiste Dumay, association de chercheurs de l'écomusée du Creusot qui publie la revue Milieux, Patrick Beaune crée une collection du même nom.
Consacrées à l'origine à l'archéologie, à l'histoire des techniques, au paysage et à l'urbanisme, les éditions Champ Vallon se sont rapidement étendues et diversifiées, tant dans le domaine des lettres que dans celui des sciences humaines et sociales.
La maison publie depuis 2013 Le Magasin du XIXe siècle, revue littéraire de la Société des études romantiques et dix-neuviémistes. La revue littéraire Recueil, complétée par une collection du même nom, dirigée dès 1984 par Richard Millet et, jusqu'en 1991, par Jean-Michel Maulpoix, se poursuit à partir de 1995 sous le titre Le Nouveau Recueil et la direction unique de Jean-Michel Maulpoix. En mai 2008, l'édition électronique prend la relève de l'édition papier et la revue devient numérique.
Dans le domaine des sciences humaines et sociales, l'éditeur présente dix collections d'histoire (« Époques », « La Chose publique ») et d'histoire environnementale (« L'environnement a une histoire »), de philosophie (« Milieux », « L'Esprit libre »), de géographie du paysage (« Pays/paysage »), de psychanalyse appliquée à l'art (« L'Or d'Atalante »). Des classiques du catalogue en sciences humaines, en histoire et en critique littéraire mais aussi de grands textes inédits sont réédités au format semi-poche depuis 2006 (« Les Classiques »).
Le titre de la dernière venue des collections, créée en 2010 par Grégory Quenet et dirigée actuellement par Charles-François Mathis, est emblématique de la ligne éditoriale de la maison : « L’environnement a une histoire ». Le premier ouvrage paru est le livre de John McNeill, Du nouveau sous le soleil : Une histoire de l'environnement mondial au XXe siècle.
À ces collections, il faut ajouter La Totalité, encyclopédie philosophique en sept volumes, de Christian Godin.
Dans le domaine littéraire, « Détours » se consacre au roman ou à l'essai, « Recueil » aux nouvelles ou à la poésie, « Champ poétique » à la critique et « Dix-neuvième » à l'histoire littéraire. Ces collections couvrent un large domaine de la littérature française contemporaine. La collection « Des villes » par exemple, où Julien Green publie Paris en 1984, est le lieu de rencontre entre des écrivains de notre temps et les villes qui les ont fascinés.
En 2015, la maison compte environ 680 titres à son catalogue. Elle publie des auteurs de renom et en soutient de plus jeunes. En ce qui concerne les disciplines qui touchent aux sciences humaines ou sociales, on peut nommer un philosophe comme Christian Godin et des historiens comme Denis Crouzet, Jacques Rossiaud, Danielle Tartakowsky ou Emmanuel Fureix, et dans le champ proprement littéraire, des écrivains comme John Berger, Jacques Borel, Michel Deguy, Dominique Pagnier, Jean-Benoît Puech, Anne Serre ou Mona Thomas, des poètes comme Olivier Barbarant, Stéphane Bouquet, Robert Marteau ou Guy Goffette ou des romanciers comme Laurent Nunez, Thierry Hesse, Christian Garcin ou Caroline De Mulder.

### Prix littéraires
- 1989 : Éloge pour une cuisine de province de Guy Goffette, prix de l'académie Mallarmé
- 1999 : Odes dérisoires et quelques autres un peu moins d'Olivier Barbarant, prix Tristan-Tzara
- 1999 : Main de nuit de Benoît Conort, prix de l'académie Mallarmé
- 2004 : Essais de voix, malgré le vent d'Olivier Barbarant, prix de l'académie Mallarmé
- 2005 : Grand prix de poésie de l'Académie française pour l'ensemble de l'œuvre poétique de Robert Marteau
- 2009 : La France des larmes d'Emmanuel Fureix, prix Chateaubriand
- 2010 : Ego tango de Caroline De Mulder, prix Victor Rossel
- 2012 : Physiologie de la veuve d'Anne Carol, prix Mauvais genres
- 2014 : Les Frondeuses de Sophie Vergnes, prix XVIIe siècle
- 2016 : Genèses du Moyen Orient de Guillemette Crouzet, prix Sophie Barluet

## Collections

### Sciences humaines et sociales
- « Milieux » (dir. Jean-Claude Beaune)
- « Époques », (dir. Joël Cornette)
- « Pays/paysages » (dir. Alain Roger)
- « La Compagnie du paysage » (dir. Odile Marcel)
- « Vaisseau de pierre » (1986-1987)
- « Lieux d'architecture »
- « L'Or d'Atalante » (dir. Murielle Gagnebin)
- « Les Classiques »
- « L'Esprit libre »
- « La Chose publique » (dir. Pierre Serna)
- « L'environnement a une histoire » (dir. Charles-François Mathis)
- « Les Télévisions du monde », série coéditée avec l'INA (1988-1990)
- La Totalité, encyclopédie en sept volumes, de Christian Godin

### Littérature
- « Détours »
- « Des villes »[6]
- « Recueil »
- « Champ poétique »
- « Dix-neuvième »

### Revue de presse
- Catherine Andreucci, « Nouvelle collection : Champ Vallon défriche l'environnement », Livre hebdo,‎ 15 octobre 2010
- Anonyme, « Le Sillon de Champ Vallon à partir de Seyssel (Ain) : Les « Beaux Livres » à la conquête des librairies », Le Monde,‎ 12 mai 1987 (résumé)
- Laurent Bonzon, « Portrait : Côté Champ, côté Vallon », Livre et lire, Agence Rhône-Alpes pour le livre et la documentation,‎ s. d.
- Philippe-Jean Catinchi, « Le Livre à Lyon : Un présent impératif », Le Monde,‎ 19 mai 2000 (résumé)
- Joël Cornette, Stanis Perez et Caroline zum Kolk, « Entretien avec Joël Cornette », Cour de France.fr, Paris,‎ 1er mai 2011 (lire en ligne)
- Daniel Garcia, « Annecy : Le Premier Office régional du livre », Le Monde,‎ 17 octobre 1983 (résumé)
- La rédaction, « Champ Vallon fête ses trente ans : Entretien avec Myriam Monteiro-Braz », Librairie dialogues,‎ 14 décembre 2010 (lire en ligne)
- Christine Rousseau, « Google – La Martinière : Les Enjeux d'un procès », Le Monde des livres,‎ 17 décembre 2009 (lire en ligne)
- Serge Safran, « Patrick Beaune, éditeur savoyard », Le Magazine littéraire, no 387,‎ mai 2000, p. 12 (résumé)